# Transrapid di Shanghai

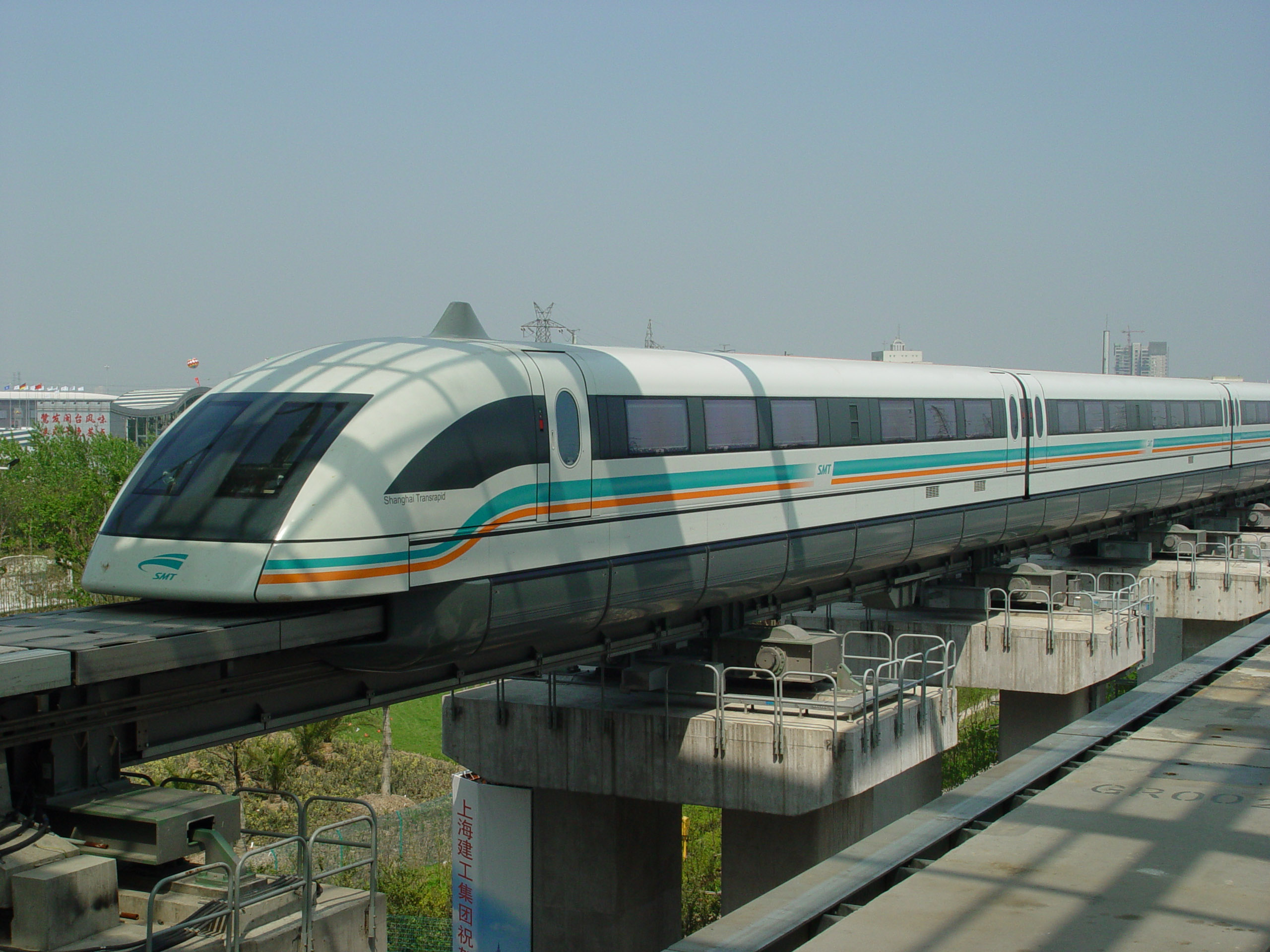
Maglev

Lo Shanghai Transrapid (上海磁浮示范运营线S, Shànghǎi Cífú Shìfàn Yùnyíng XiànP, lett. "Linea di operazione dimostrativa a Levitazione Magnetica di Shanghai") è un treno a levitazione magnetica di tipo transrapid che collega la città di Shanghai con il suo aeroporto internazionale. Si tratta della prima linea commerciale alta velocità a levitazione magnetica. Il servizio è stato inaugurato il 1º gennaio 2004. Il treno si inserisce all'interno del sistema della Metropolitana di Shanghai e gli è stato assegnato il colore ■.

## Caratteristiche
Il treno può raggiungere la velocità di 350 km/h in 2 minuti e può arrivare ad una velocità massima di 431 km/h. Durante un test effettuato il 12 novembre 2006 il veicolo è arrivato a toccare la velocità di 501 km/h. Complessivamente il progetto per il Transrapid di Shanghai (lungo appena 30 km) è costato 10 miliardi di Renminbi (1,33 miliardi di USD) e due anni e mezzo di lavori.
Il treno impiega 7 minuti e 20 secondi per completare il viaggio, con una velocità media di 250 km/h.
Durante la prima settimana il numero medio di passeggeri è stato molto basso, 73 in media rispetto ad una capienza massima di 440 passeggeri. Questo era dovuto all'alto costo del biglietto e alla relativa distanza del terminale di arrivo dal centro della città. Recentemente il costo del biglietto è stato ribassato a 50 Renminbi (5€), 40 Renminbi per chi andava all'aeroporto per prendere un volo. Il biglietto di andata e ritorno costa 80 Renminbi.
Il primo convoglio parte alle 6:45, l'ultimo alle 21:30, in media ogni 15 minuti.

## Futuro
È in fase di attesa un ampliamento per realizzare una linea Transrapid che possa arrivare a Hangzhou. Nel 2006 il progetto fu approvato e doveva essere completato entro il 2010, ma nel 2008 è stato sospeso a tempo indeterminato.

## Percorso
| Maglev |                                                                             |                  |
| #      | Stazione Italiano, Cinese, Pinyin                                           | Collegamenti     |
| 1      | Longyang Road 龙阳路站 Lóngyáng Lù Zhàn                                     | Linea 2; Linea 7 |
| 2      | Aeroporto di Shanghai-Pudong 上海浦东国际机场 Shànghǎi Pǔdōng Guójì Jīchǎng | Linea 2          |